# Organo della chiesa di San Luigi dei Francesi a Roma

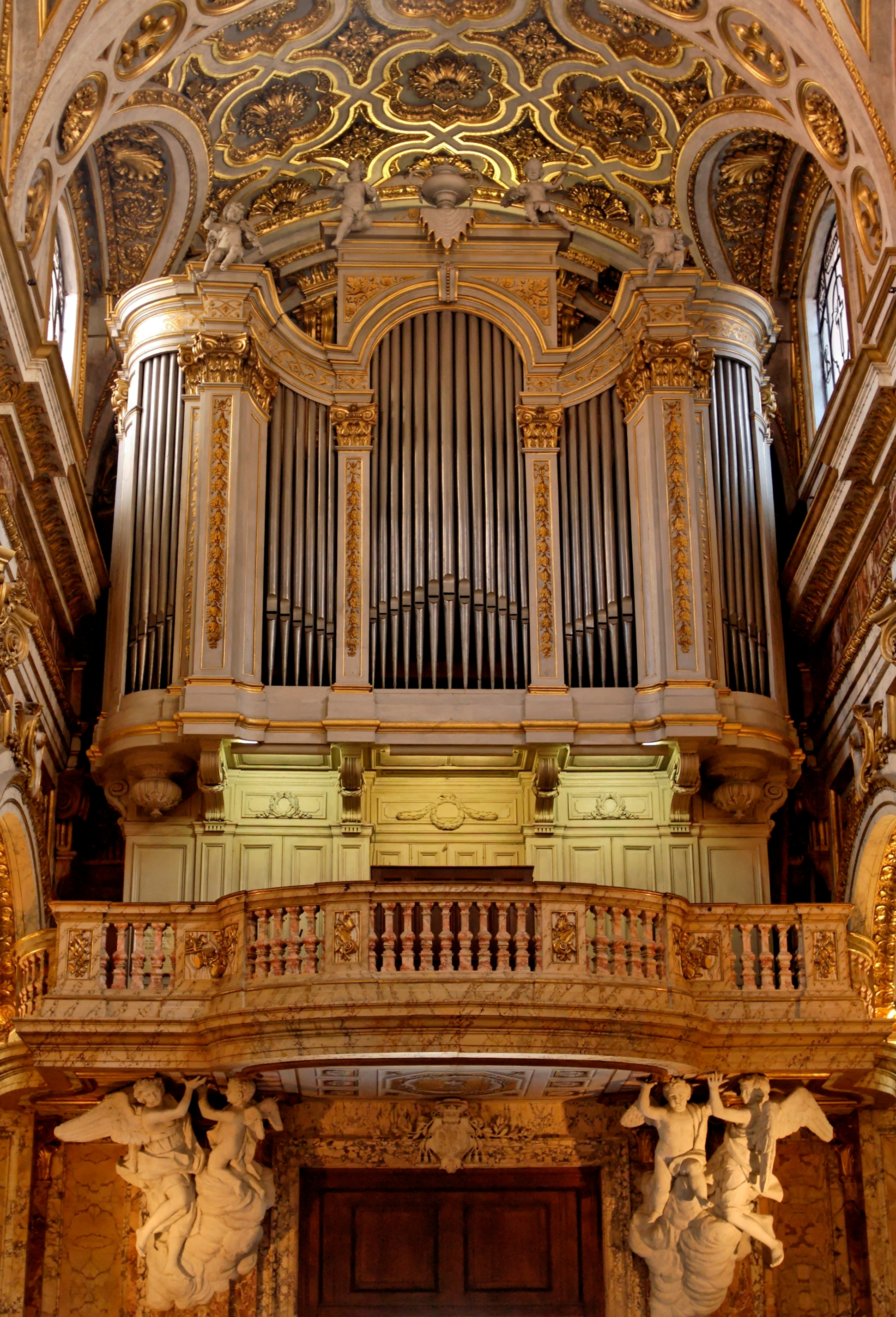
L'organo Merklin della chiesa di San Luigi dei Francesi a Roma

L'organo della chiesa di San Luigi dei Francesi è uno strumento storico costruito nel 1880-81 dall'organaro francese Joseph Merklin.

## Storia
La chiesa di San Luigi dei Francesi venne edificata a partire dal 1518 per volere di papa Leone X come chiesa nazionale del regno di Francia e sede della parrocchia della comunità francese residente in Roma, che precedentemente si riuniva presso la cappella di San Ludovico in Sant'Andrea della Valle; i lavori proseguirono a rilento a causa di notevoli difficoltà economiche dovute anche al sacco di Roma del 1527 e si conclusero soltanto nel 1589, anno in cui la chiesa venne consacrata.
La chiesa divenne sede di una prestigiosa cappella musicale fondata nel 1514, tra i cui organisti si annoverano Giovanni de Macque (1580-1581), Luigi Rossi (assunto nel 1633) e Bernardo Pasquini (1661-63 e 1673-75). Già nel 1580 era stato collocato probabilmente su una delle due cantorie ai lati del presbiterio un organo a canne (andato perduto), appositamente costruito da Domenico Benvenuti e dotato di 8 registri, donato dal cardinale e mecenate Matteo Contarelli.
Nel 1840 circa vennero interpellati i Serassi per la realizzazione di un organo di grandi dimensioni da collocarsi sulla cantoria in controfacciata, costruita nel 1745 e presumibilmente già ospitante un altro strumento; tuttavia il progetto non ebbe seguito. Nel 1880 fu dato l'incarico della costruzione di un nuovo organo all'organaro tedesco naturalizzato francese Joseph Merklin, la cui fabbrica aveva sede a Lione, che aveva realizzato nel 1864 uno strumento di 19 registri. L'organo venne completato l'anno successivo e il concerto d'inaugurazione, al quale partecipò da spettatore anche Alexandre Guilmant, fu eseguito da Filippo Capocci, organista titolare e maestro di cappella della basilica di San Giovanni in Laterano; questi si ispirò alla fonica dell'organo di San Luigi dei Francesi nell'ideazione e progettazione da lui curata dei due strumenti costruiti nel 1885 dal perugino Nicola Morettini per il coro della basilica Lateranense.
Nel corso dei decenni successivi l'organo Merklin è rimasto integro nelle sue caratteristiche foniche originare; è stato oggetto di due interventi di restauro conservativo condotti entrambi da Saverio Anselmi Tamburini nel 1980 e nel 2005. Nel 1985 è stato utilizzato per un'incisione discografica di Arturo Sacchetti e dal 2008 è usato per concerti nell'ambito della rassegna organistica di carattere internazionale Settimana dell'Organo.

## Descrizione

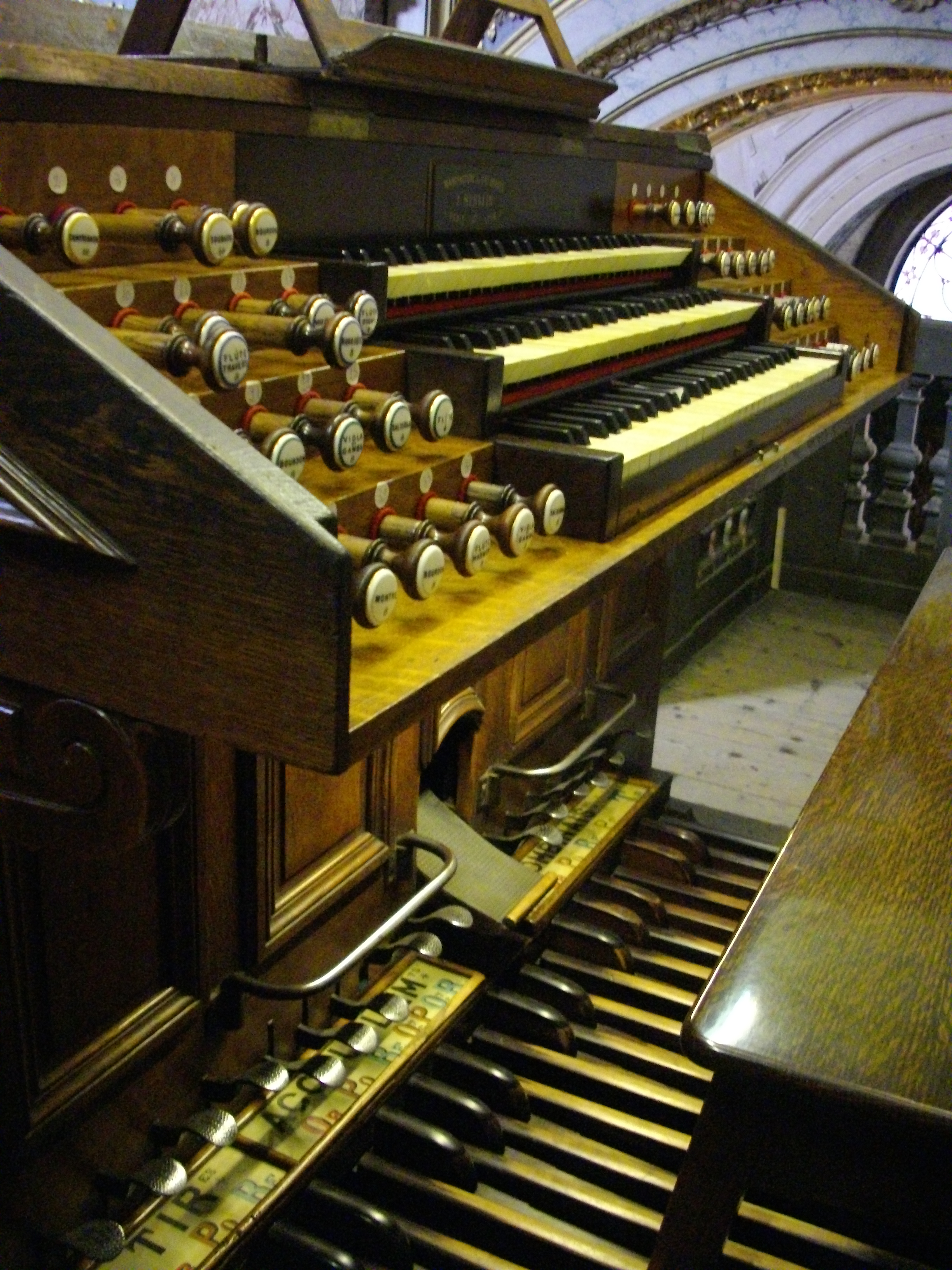
La consolle

L'organo a canne trova luogo sulla cantoria marmorea in controfacciata, costruita nel 1745 su disegno di Antoine Dérizet; essa presenta un parapetto costituito da una balaustrata con andamento curvilineo nella parte centrale, ed è sorretta da due coppie di Angeli realizzate nel 1758 da Pierre de l'Estache.
Lo strumento si articola in un unico corpo, integralmente racchiuso all'interno di una cassa lignea neoclassica in legno intagliato e in parte dorato, ornata con alcuni elementi decorativi settecenteschi. Il prospetto è costituito da una slanciata serliana sorretta da lesene corinzie, incorniciata da due tourelles semicircolari; la mostra è costituita da canne di principale con bocche a scudo (in totale 35), il cui corpo è prolungato in altezza rispetto a quella effettiva per occludere completamente le campate entro cui sono inserite.
L'organo è a trasmissione meccanica con leva Barker al Grand Orgue e al recitativo espressivo, e dispone di 38 registri. La consolle è fissa, situata al centro della cantoria (rivolta verso la navata) e indipendente rispetto alla cassa; essa ha tre tastiere di 56 note ciascuna (Do1-Sol5) e pedaliera dritta di 30 note (Do1-Fa3); i comandi dei registri sono a pomello, con i nomi dipinti sui frontalini in porcellana, e sono disposti su file orizzontali secondo il seguente schema:
| Fonds Pédale          | leggio       | Combinations Pédale          |
| Fonds Récit expressif | III tastiera | Combinations Récit expressif |
| Fonds Positif ouvert  | II tastiera  | Combinations Positif ouvert  |
| Fonds Grand-Orgue     | I tastiera   | Combinations Grand-Orgue     |

I registri di combinazione vengono inseriti solo abbassando i relativi pedaletti, uno per ciascuna divisione.
Unioni : I/I (inserimento leva Barker), II/I, III/I, II/I all'ottava bassa, III/I all'ottava bassa. I, II, III al Pedale.
Di seguito la disposizione fonica dell'organo:
| I - Grand-Orgue  |           |
| Fonds            |           |
| Bourdon          | 16'       |
| Montre           | 8'        |
| Bourdon          | 8'        |
| Flûte harmonique | 8'        |
| Viola di gamba   | 8'        |
| Salicional       | 8'        |
| Combinaisons     |           |
| Prestant         | 4'        |
| Flûte octaviante | 4'        |
| Fourniture       | 4-5 rangs |
| Trompette        | 8'        |
| Clairon          | 4'        |

| II - Positif     |        |
| Fonds            |        |
| Flûte harmonique | 8' (a) |
| Bourdon          | 8' (a) |
| Viola di gamba   | 8' (a) |
| Salicional       | 8' (a) |
| Flûte            | 4' (a) |
| Combinaisons     |        |
| Doublette        | 2'     |
| Quinte flûte     | 2.2/3' |
| Piccolo          | 1'     |
| Clarinette       | 8'     |
| Cor anglais      | 8'     |

| III - Récit expressif |    |
| Fonds                 |    |
| Flûte traversière     | 8' |
| Gamba                 | 8' |
| Rohr Flûte            | 8' |
| Voix céleste          | 8' |
| Flûte d'écho          | 4' |
| Combinaisons          |    |
| Flageolet             | 2' |
| Trompette harmonique  | 8' |
| Basson–hautbois       | 8' |
| Voix humaine          | 8' |
| Tremolo               |    |

| Pédale       |         |
| Fonds        |         |
| Contrebasse  | 16'     |
| Soubasse     | 16' (b) |
| Bourdon      | 8'      |
| Octave basse | 8' (b)  |
| Combinaisons |         |
| Violoncelle  | 8'      |
| Octave       | 4'      |
| Bombarde     | 16'     |
| Trompette    | 8'      |

I registri di fondo del positivo segnalati con (a) sono trasmessi dal grande organo. Possono essere utilizzati contemporaneamente su entrambi i manuali. La trasmissione è puramente meccanica (due canali per tasto).
Allo stesso modo, I registri di pedale segnalati con (b) sono trasmissioni del bordone 16 e principale (montre) 8 del grande organo.